# Higashi-Shinjuku (métro de Tokyo)
Higashi-Shinjuku (東新宿駅, Higashi-Shinjuku-eki) est une station du métro de Tokyo sur les lignes Fukutoshin et Ōedo dans l'arrondissement de Shinjuku à Tokyo. Elle est exploitée conjointement par le Tokyo Metro et le Bureau des Transports de la Métropole de Tokyo (Toei).

## Situation sur le réseau
La station Higashi-Shinjuku est située au point kilométrique (PK) 2,2 de la ligne Ōedo et au PK 15,5 de la Fukutoshin.

## Histoire
La station a été inaugurée le 12 décembre 2000 sur la ligne Ōedo. La ligne Fukutoshin y arrive le 14 juin 2008.

## Services aux voyageurs

### Accès et accueil
La station est ouverte tous les jours.
La station de la ligne Ōedo se compose d'un quai central encadré par deux voies au 3e sous-sol. La station de la ligne Fukutoshin comprend 2 quais centraux encadrés chacun par deux voies, au 5e et 6e sous-sol.
En moyenne, 37 948 voyageurs ont fréquenté quotidiennement la station en 2015 (partie Tokyo Metro).

### Desserte
- Ligne Ōedo :
  - voie 1 : direction Tochōmae ;
  - voie 2 : direction Iidabashi et Roppongi.
- Ligne Fukutoshin :
  - voies 1 et 2 : direction Shibuya (interconnexion avec la ligne Tōkyū Tōyoko pour Yokohama ;
  - voies 3 et 4 : direction Kotake-Mukaihara (interconnexion avec la ligne Seibu Yūrakuchō pour Hannō) ou Wakōshi (interconnexion avec la ligne Tōbu Tōjō pour Shinrinkōen).

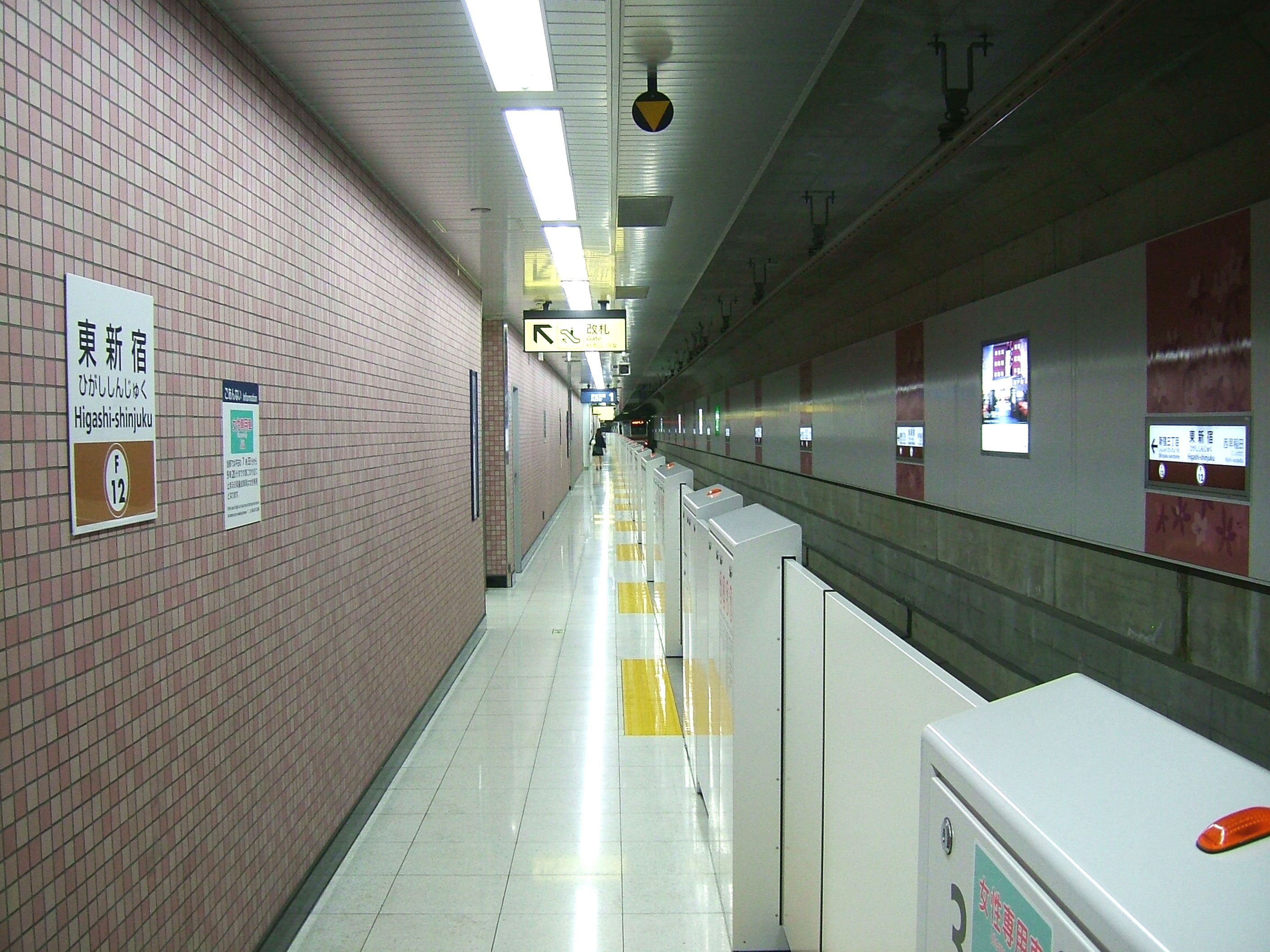
Quai de la ligne Fukutoshin.
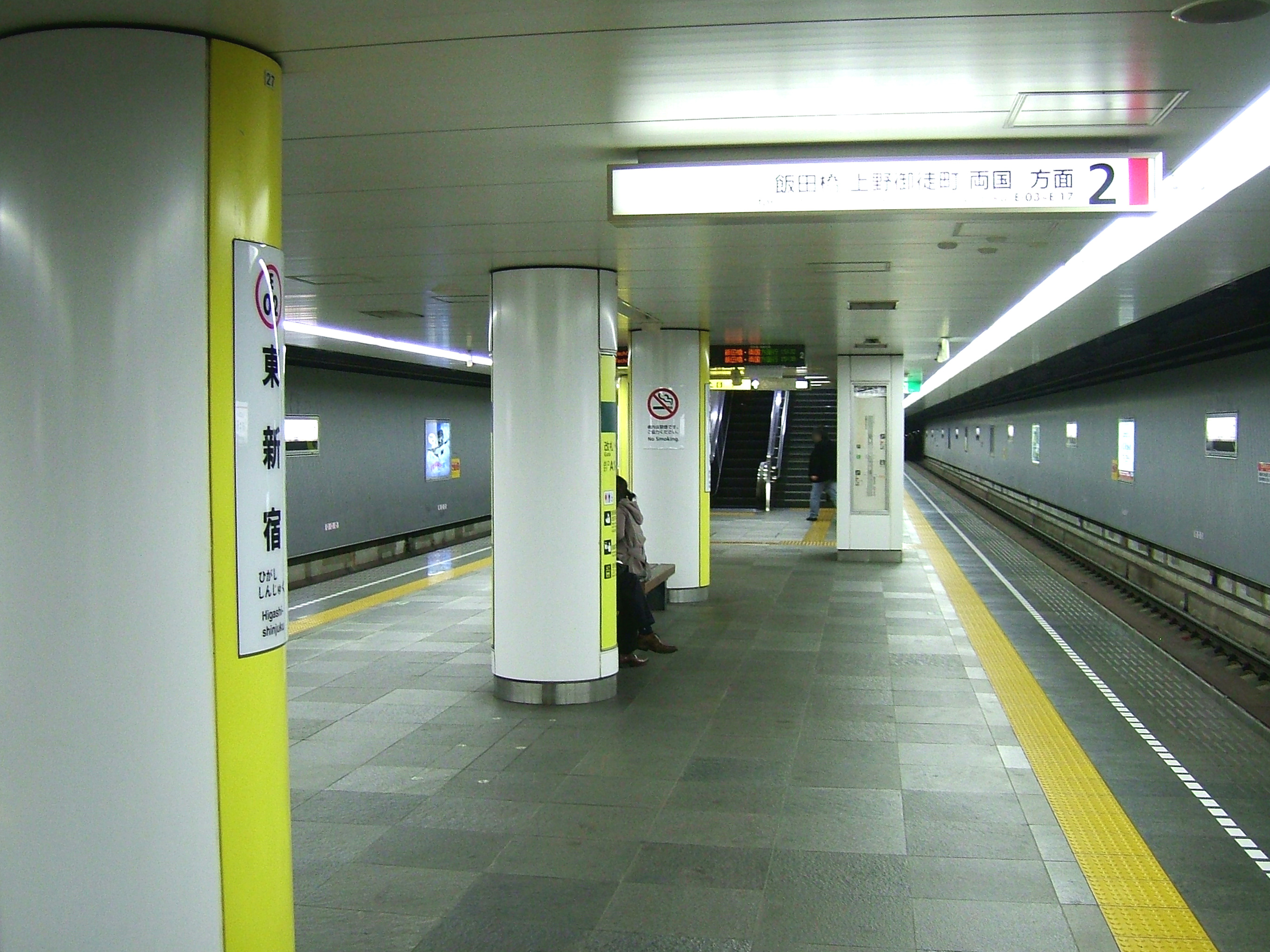
Quai de la ligne Ōedo.